# Eunicella singularis
Eunicella singularis es una especie de gorgonia marina perteneciente a la familia Gorgoniidae, del orden Alcyonacea. 
Se la conoce comúnmente como gorgonia blanca, y es una de las estructuras coralinas principales del oeste del mar Mediterráneo.

## Morfología
Su estructura es ramificada, en forma de candelabro, con una base ancha anclada al substrato, y con ramas cilíndricas que tienden a verticales, dispuestas en paralelo, con pocas ramificaciones secundarias. Las ramas tienen entre 3 y 5 mm de diámetro, y son de color blanco vivo a blanco grisáceo.
Los pólipos pueden ser translúcidos, si se trata de ejemplares ubicados por debajo de 40 metros de profundidad, y sin zooxantelas, o marrones a verdosos, si se trata de ejemplares a poca profundidad, con zooxantelas en sus tejidos.
Esta especie puede alcanzar los 70 cm de largo por otro tanto de ancho, si está ubicada a más de 35 metros de profundidad, siendo más pequeñas las colonias emplazadas entre 10 y 35 m. 

## Reproducción
Es una especie gonocórica, o de sexos separados. Se reproducen sexualmente lanzando el esperma las colonias macho a la columna de agua, que fertiliza los huevos dentro de colonias hembra. El diámetro de los oocitos maduros oscila entre 450–860 μm Tienen una sola estación reproductiva anual, con una duración total de la oogénesis, u ovogénesis, de 12-17 meses, que se inicia con una primera fase entre febrero y mayo, siendo su culmen entre mayo y junio del siguiente año, con la expulsión de 0.7 larvas plánulas por cada pólipo de la colonia. La espermatogénesis es mucho más corta, con una duración de 5 a 6 meses, incrementándose la producción de gónadas de ambos sexos en primavera, y concluyendo en la expulsión del esperma por las colonias macho, entre mayo y junio.
Las larvas, de color rosa, contienen zooxantelas y exhiben un comportamiento foto-positivo, o de atracción a la luz. Tras asentarse en el substrato, realizan la metamorfosis a pólipo en alrededor de 4 días. Posteriormente, el pólipo se reproduce asexualmente por gemación, dando origen a la colonia coralina.

## Hábitat y distribución
Suelen habitar en substratos rocosos o fondos blandos, con su base enterrada en el sedimento, en suelos arenosos o grietas de rocas. Entre 10 y 70 m de profundidad. Las colonias situadas en aguas más profundas son de mayor tamaño, y cubren mayores superficies
Se distribuyen en aguas templadas del océano Atlántico oriental; en el suroeste de España y Portugal, y en el mar Mediterráneo.

## Alimentación
Los especímenes localizados entre 35 y 70 m de profundidad contienen algas simbióticas mutualistas (ambos organismos se benefician de la relación), llamadas zooxantelas. Las algas realizan la fotosíntesis produciendo oxígeno y azúcares, que son aprovechados por las gorgonias, y se alimentan de los catabolitos de la gorgonia (especialmente fósforo y nitrógeno). No obstante, tanto las colonias con zooxantelas, como las que no las tienen, se alimentan de las presas de micro-plancton, que capturan con sus minúsculos tentáculos.

## Galería

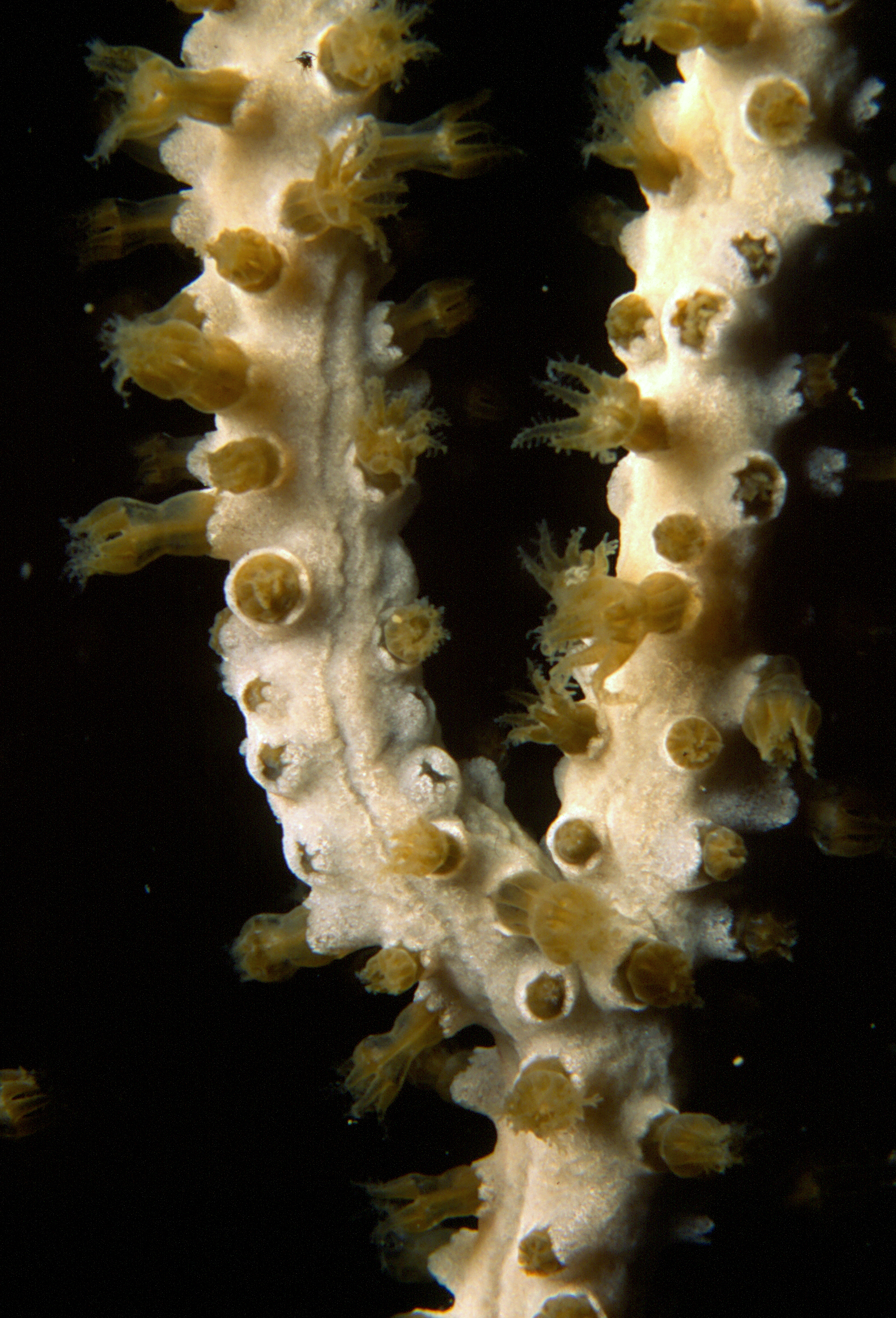
Pólipos de una colonia de E. singularis
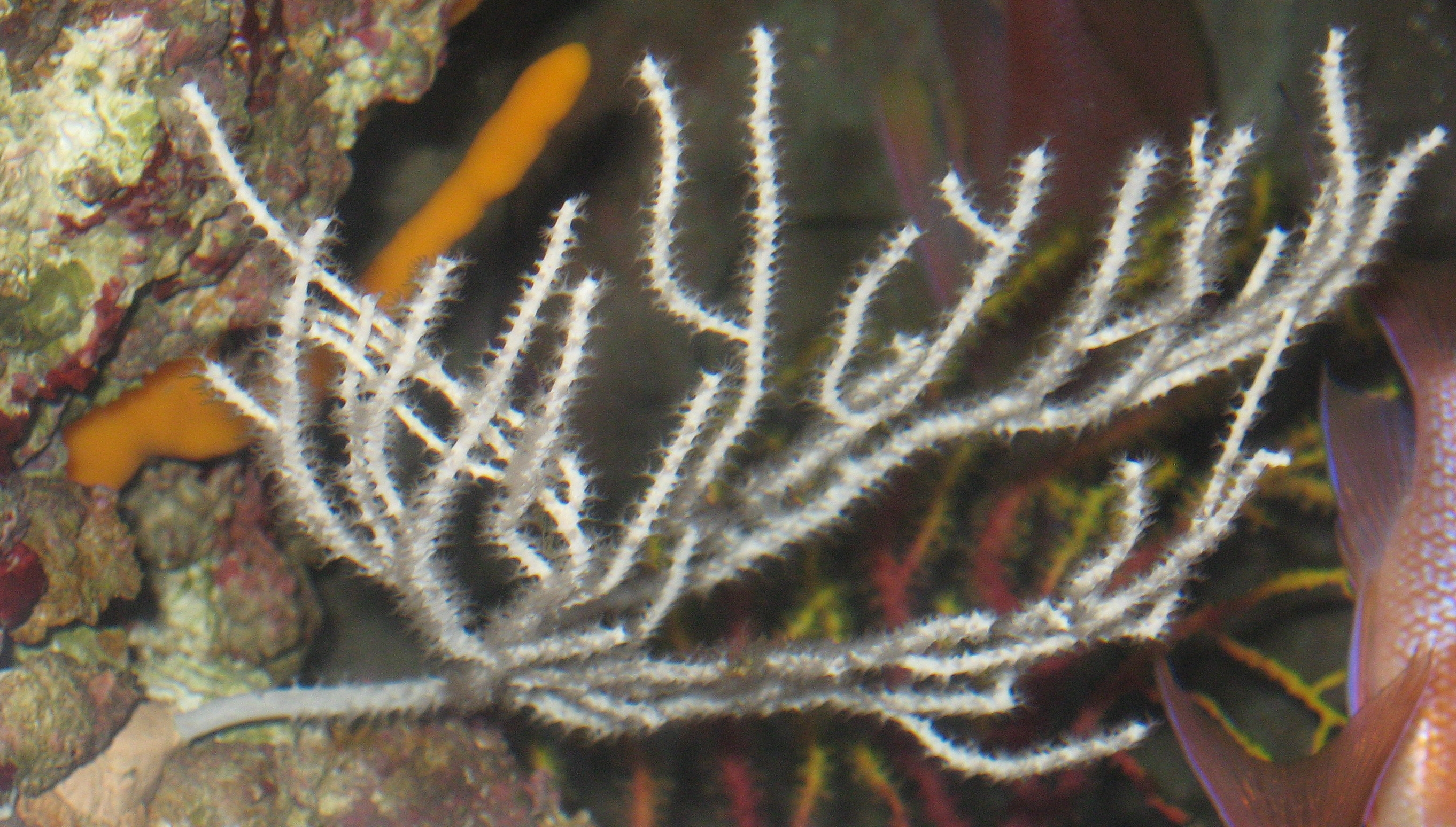
E. singularis en acuario
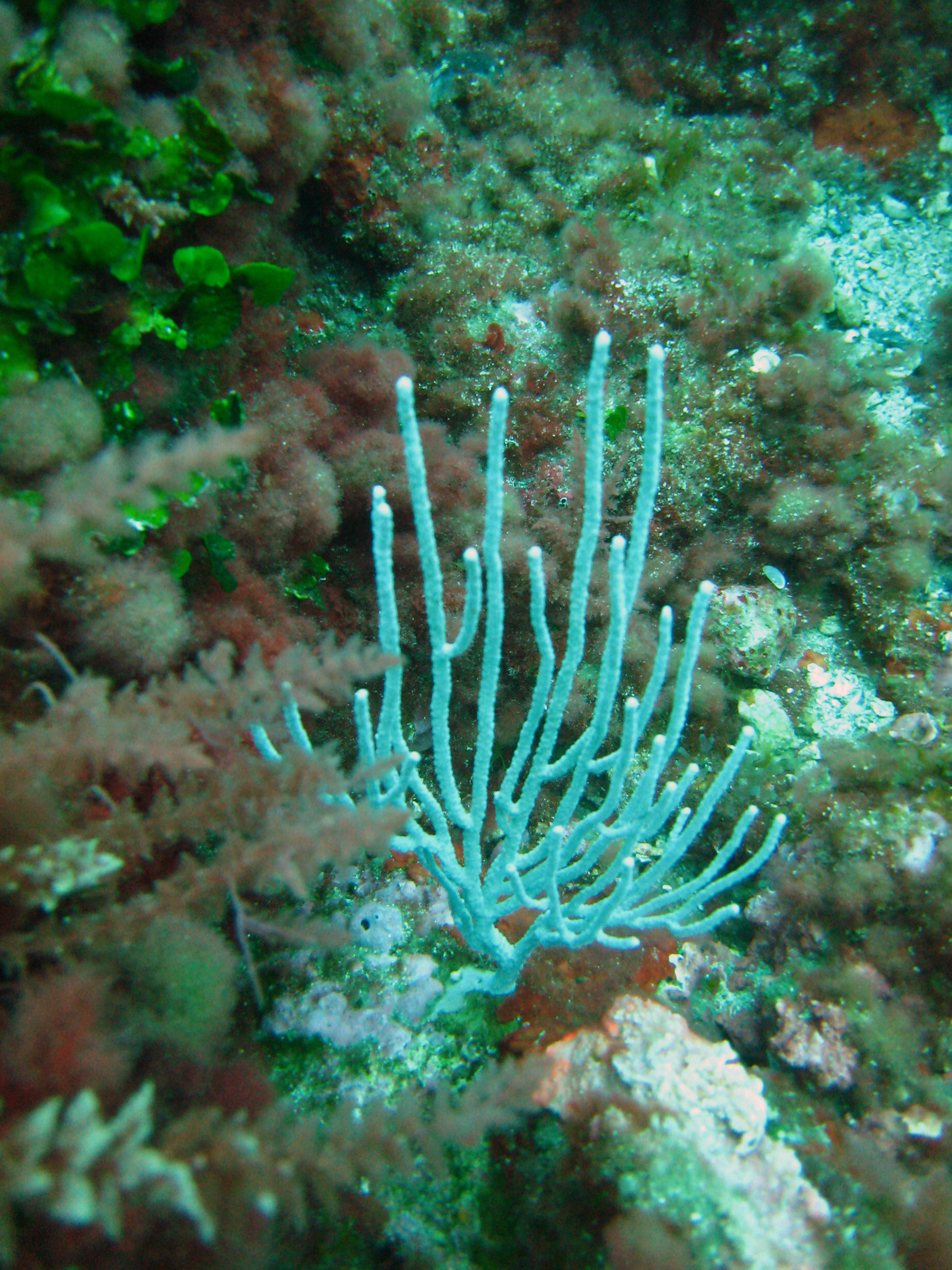
E. singularis en Niolon, Marsella, Francia
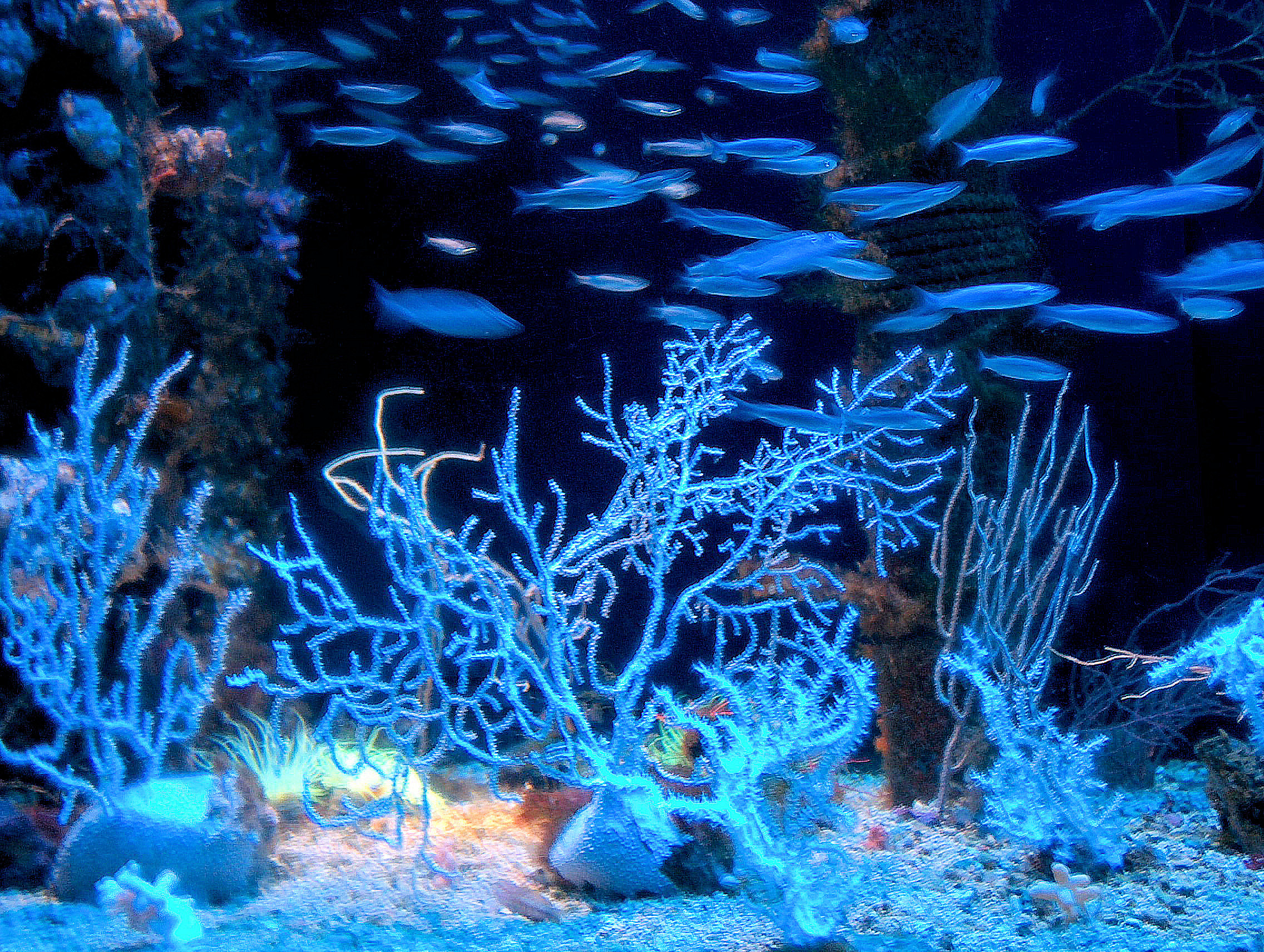
Colonias de E. singularis, bajo luz actínica, en el Acuario de Mónaco
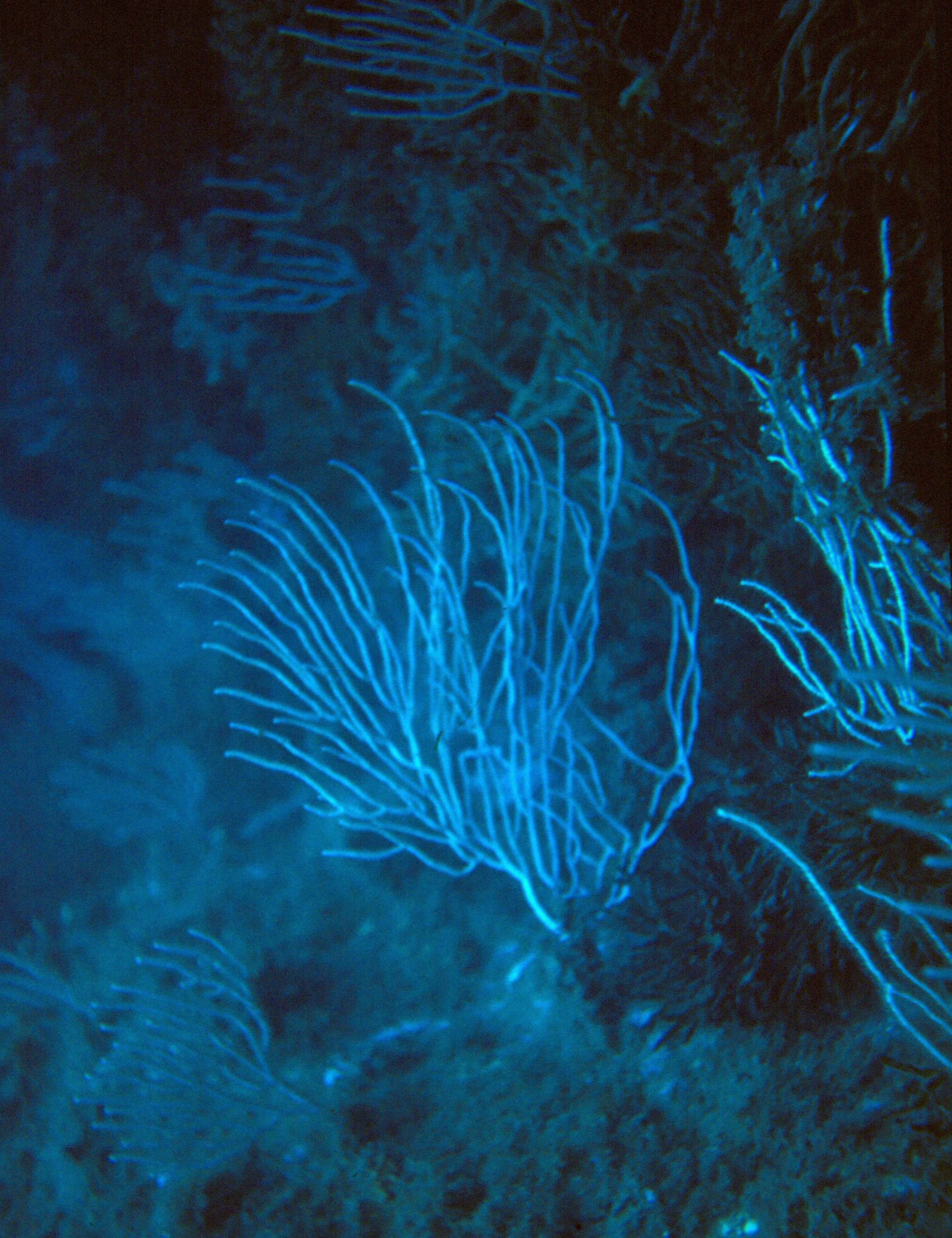
E. singularis en Banyuls-sur-Mer, Francia
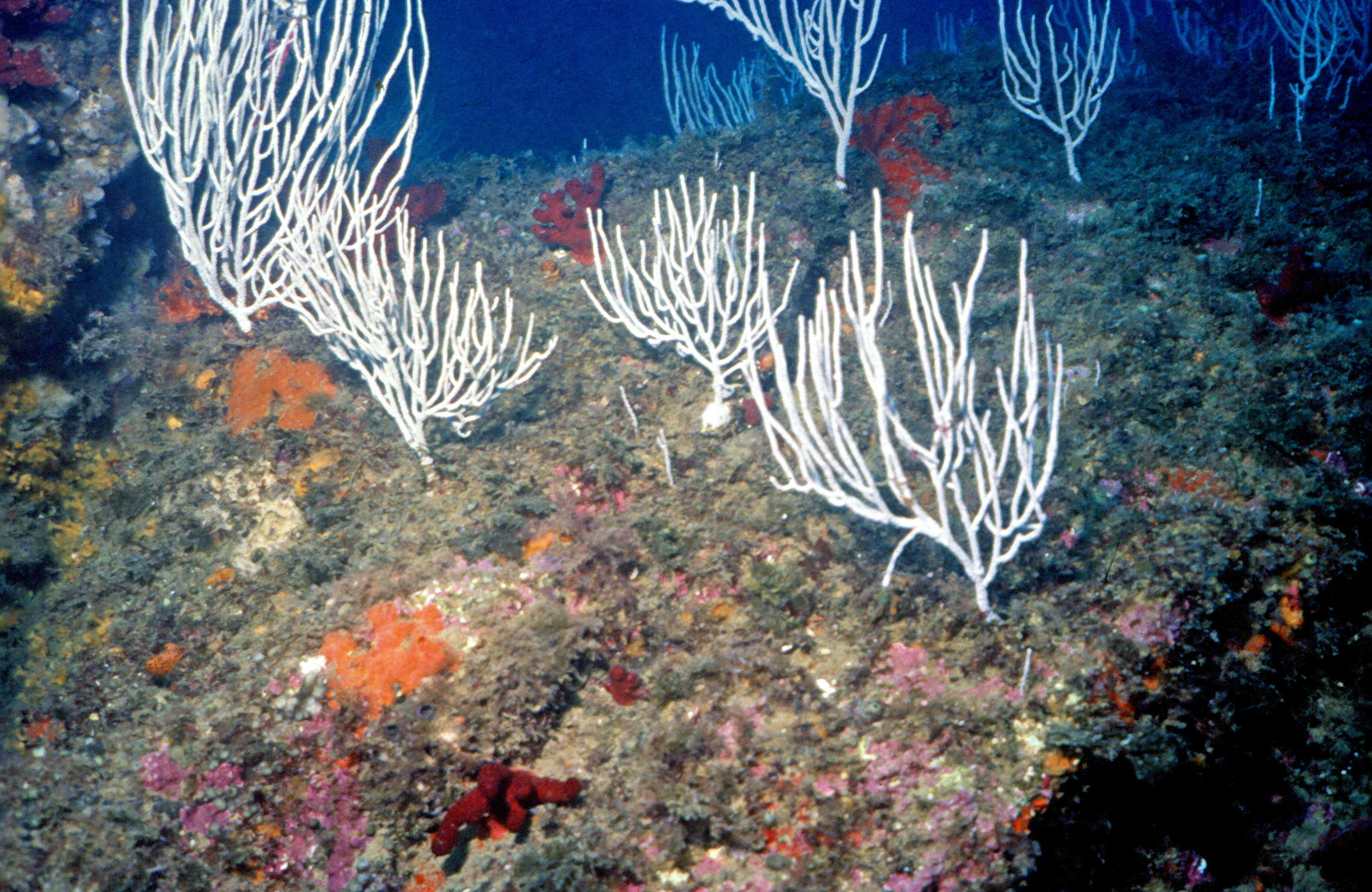
E. singularis en Banyuls-sur-Mer